# Versainville
Versainville – miejscowość i gmina we Francji, w regionie Normandia, w departamencie Calvados.
Według danych na rok 1990 gminę zamieszkiwało 328 osób, a gęstość zaludnienia wynosiła 43 osoby/km² (wśród 1815 gmin Dolnej Normandii Versainville plasuje się na 570. miejscu pod względem liczby ludności, natomiast pod względem powierzchni na miejscu 673.).